# Chlorophyta
Chlorophyta (Chlorophycota, Chlorophycophyta) — таксон фотосинтезуючих еукаріотичних організмів, яким притаманні пластиди первинно симбіотичного типу та пігменти, властиві вищим рослинам (хлорофіли a і b). 
Зазвичай класифікується як відділ зелених рослин (Viridiplantae або Chlorobionta в NCBI, класифікації Бремера).

## Класифікація
Вперше була виділена в класифікації (на рівні відділу) за забарвленням А. Пашером (Pasher) в 1914 році. Історично відділ класифікували до підцарства Нижчі рослини царства Рослини, а пізніше — до царства найпростіших. Проте така класифікація базувалася на комплексі переважно морфологічних ознак. 
Після вивчення цитологічних, біохімічних та молекулярних даних Chlorophyta стали включати до супергрупи Архепластид (Archaeplastida)[відсутнє в джерелі].
За молекулярно-філогенетичними реконструкціями 1990-х років, хлоропласти зелених водоростей походять від синьозелених водоростей, сестринськими лініями є хлоропласти глаукоцистофітових та червоних водоростей, а дочірніми — хлоропласти вищих рослин (=Embryophyta). 
На початку 2000-х років таксон налічував приблизно 20 000 видів.
На початку 2010-х років зелені водорості поділяли на сім класів, які об'єднували в три лінії:
- Початкові (вихідні):
  - Празинофіцієві (=Prasinophyceae)
- Хлорофітна лінія:
  - Хлорофіцієві (=Chlorophyceae)
  - Требуксієфіцієві (=Trebouxiophyceae)
  - Ульвофіцієві (=Ulvophyceae)
  - Сифонофіцієві (=Siphonophyceae)
- Стрептофітна лінія:
  - Зигнематофіцієві (=Zygnematophyceae =Conjugatophyceae)
  - Харофіцієві (=Charophyceae)

У той же час дослідники стали виділяти стрептофітну лінію (класи харофіцієвих та кон’югатофіцієвих) в окремий відділ рослинного світу (Streptophyta). У ньому виділяли два підвідділи: 
- До першого підвідділу включали харофіцієвих [Charophyceae] та зигнематофіцієвих [=Zygnematophyceae] (деякі дослідники включали також Klebsormidiales,  Mesostigmatales та Chlorokybales[14]).
- Другий підвідділ утворювали ембріофіти (або всі наземні рослини), як несудинні (мохоподібні), так і судинні.

## Загальні відомості
У відділі представлені всі типи морфологічної структури. Трапляються повсюдно: у прісних та солонуватих водоймах, морях, аерофітних умовах, ґрунтах.

### Взаємодія з іншими організмами
Деякі зелені водорості утворюють симбіоз з грибами утворюючи новий організм — лишайник. Трапляються водості паразити.
Phyllosiphon викликає пожовтіння листя рослини-хазяїна. Cephaleuros — викликає захворювання, що відомі як «іржа» листя. Види Prototheca можуть викликати зараження людини, великої рогатої худоби та деяких інших тварин. Деякі водорості є причиною шкірних захворювань і зрідка — бурситів і перитонітів, а у великої рогатої худоби можуть бути причиною маститів[джерело?].